# Slappy
Slappy es el segundo EP de la banda californiana de punk rock Green Day. Este EP fue grabado en el año 1990, en este disco se muestra un sonido más pop punk por parte del grupo, las canciones son más pegadizas y la banda se da a conocer más, lo cual no veían bien las otras bandas punk de Gilman Street.
Los temas de este disco se han convertido en clásicos de la banda. Tal es el caso de "Paper Lanterns" la cual siguen tocando en sus conciertos alargándola hasta 7 minutos en los cuales la banda bromea, toca covers y toca exagerados solos; "Knowledge", cover de Operation Ivy en la cual siempre en los conciertos piden a un fan que suba y toque la guitarra, y en la gira de 21st century breakdown se pide a tres fanes que sepan tocar bajo, guitarra y batería, por lo regular Billie Joe Armstrong vocalista de la banda termina besándolos.
En este álbum también se encuentra los viejos clásicos "409 in Your Coffeemaker" y "Why Do You Want Him?", esta última fue la primera canción escrita por Billie Joe a los 14 años de edad.

## Información del Álbum
"Paper Lanterns" es una canción popular de Green Day y un elemento básico en vivo durante muchos años y fue traído de vuelta para el 2010 en el "21st Century Breakdown World Tour".
"Why Do You Want Him?" fue la primera canción que Armstrong escribió, allá cuando tenía catorce años, expresó en una entrevista en 2010 que se trata de su padrastro. El título de "409 In Your Coffemaker" se toma de una broma que Armstrong le hizo a su maestro.
Más tarde fue regrabada durante las sesiones de Dookie. A pesar de que fue omitido en el álbum, fue lanzado en el sencillo de "Basket Case" en el Reino Unido. "Knowledge" se llevó a cabo originalmente por Operation Ivy. 
Green Day sigue realizando la canción en vivo, a menudo los fanes invitando al escenario a tocar instrumentos de los miembros del grupo para ellos durante la interpretación de la canción. Las cuatro pistas de "Slappy" se incluyeron en el álbum recopilatorio "1,039/Smoothed Out Slappy Hours" en 1991. Slappy permaneció en la impresión hasta agosto de 2005, cuando Green Day eliminó de su catálogo de "Lookout! Records."
Desde el 24 de marzo de 2009, "Slappy" (junto con "1.000 Hours") se ha vuelto a imprimir como un bono a la reedición en vinilo del álbum "39/Smooth". Sin embargo, la posibilidad de un error puede haber sido hecha como obra de arte. "Slappy" está ahora teñido de color rosa en lugar de color rojo oscuro

## Listado de canciones
Todas las canciones escritas y compuestas por Billie Joe Armstrong, excepto donde se indique. 
| Cara A |                        |          |  |
| N.º    | Título                 | Duración |  |
| 1.     | «Paper Lanterns»       | 2:25     |  |
| 2.     | «Why Do You Want Him?» | 2:33     |  |
| 4:58   |                        |          |  |

| Cara B |                                          |          |  |
| N.º    | Título                                   | Duración |  |
| 1.     | «409 in Your Coffeemaker»                | 2:54     |  |
| 2.     | «Knowledge» (escrita por Jesse Michaels) | 2:29     |  |
| 5:23   |                                          |          |  |

## Créditos
- Billie Joe Armstrong - voz y guitarra
- Mike Dirnt - bajo y coros
- Al Sobrante - batería

- Datos: Q1049690